# XDMCP

В оконной системе X X-сервер может работать на одном компьютере, а дисплейный менеджер на другом. В этом случае они взаимодействуют по сети

XDMCP (англ. X Display Manager control protocol) — протокол аутентификации между X-сервером и X-клиентом.
Задача XDMCP — предоставление стандартного механизма для запроса сервиса входа в систему автономным дисплеем. X-терминал (дисплей, клавиатура, мышь, процессор, сетевая карта, видеокарта) — основной пример автономного дисплея.
XDMCP не рекомендован к использованию в сетях общего доступа, поскольку по умолчанию передаёт данные в не зашифрованном виде, но при подключении модулей шифрования его использование бывает вполне оправданным. Основан на передаче информации посредством UDP/IP дейтаграмм (датаграмм), по умолчанию использует 177 порт.